# Balve (Adelsgeschlecht)

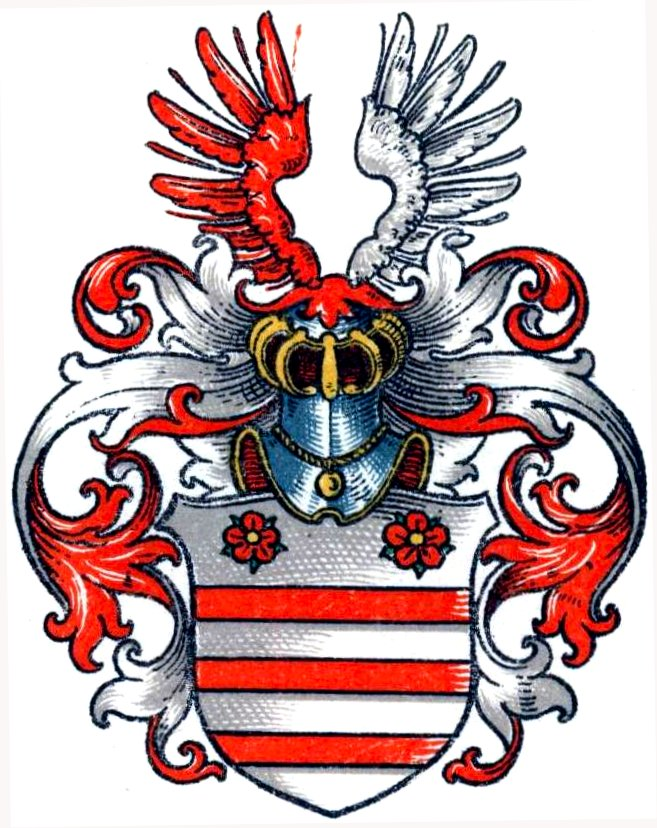
Wappen derer von Balve

Die Herren von Balve (in frühen Quellen auch: Balleve) waren ein westfälisches Adelsgeschlecht.

## Geschichte
Der Stammsitz war ein Rittersitz in Balve, einer Kleinstadt im Hönnetal, einem Flusstal im Sauerland. Bereits im Jahr 1202 erscheinen Albertus de Balleve et filii ipsius Piligrimus et Hermannus in einer Urkunde. Ab Mitte des 14. Jahrhunderts findet sich das Geschlecht in Soest, wo es zum alten Patriziat zählte und sich mit dem Einsetzen des ältesten Soester Ratswahlbuchs 1418 als ratsmäßig erkennen lässt. Familienmitglieder waren u. a.:
- Eberhard de Balve alias dictus met der Zele (1359), Zeuge zu Soest
- Heinrich von Balve (1380), Kanoniker an St. Kunibert (Köln), Zeuge in einer Soester Urkunde
- Heinrich Palwe (1392), Richter zu Soest
- Iohannes de Balve (1421 †), Pfarrer zu Wipperfürth[2]
- Wilhelm von Balve (1440er Jahre), Ratsmitglied in Soest
- Gottfried von Balve (1482), Richter zu Soest
- Godert von Balve († 1495), Mitte 15. Jh. Ratsmitglied, 1488/89 und 1489/90 Bürgermeister von Soest, wurde in St. Georg (Soest) begraben
- Johann von Balve († 1520), Sohn Goderts, 1506–1508, 1510–1512 und 1517–1519 Bürgermeister zu Soest
- Johann von Balve (1591), Kanoniker zu Soest
- Johann Balve (1621), genannt in einer Urkunde des Dominikanerklosters Soest

Das Geschlecht war mit den Soester Gropper, den Hammer Lemgow und den Dortmunder Klepping verschwägert.
Laut Ledebur scheint die Familie zu Anfang des 17. Jahrhunderts ausgestorben zu sein.

## Wappen
Blasonierung: In Silber drei rote Querbalken, darüber zwei rote Rosen nebeneinander. Auf dem Helm ein roter und ein silberner Flügel. Die Helmdecken in rot-silber.